# 燕山府路
燕山府路，北宋宣和四年（1122年）置。
治所在燕山府（治所在今北京城西南隅）。辖境相当今天津市宁河、武清及河北省容城以北，易县、紫荆关以东和内长城以南地区。金朝天会三年（1125年）改名燕京路。贞元元年（1153年）改名中都路。